# Ga Sân vận động Asiad
Ga Sân vận động Asiad (Gongchonsageori) (Tiếng Hàn: 아시아드경기장(공촌사거리)역, Hanja: 아시아드競技場(公村四거리)驛) là ga tàu điện ngầm của Tàu điện ngầm Incheon tuyến 2 nằm ở Yeonhui-dong, Seo-gu, Incheon.

## Lịch sử
- 5 tháng 10 năm 2015: Tên ga được quyết định là Ga Sân vận động Asiad (Gongchonsageori)[1]
- 30 tháng 7 năm 2016: Bắt đầu kinh doanh với việc khai trương Tàu điện ngầm Incheon tuyến 2[2]

## Bố trí ga
| Geombawi ↑         |
| \| N/B             |
| ↓ Văn phòng Seo-gu |

| Hướng Bắc | ● Incheon tuyến 2 | ← Hướng đi Geomam · Wanjeong · Geomdan Sageori · Geomdan Oryu |
| Hướng Nam | ● Incheon tuyến 2 | → Hướng đi Văn phòng Seo-gu · Seongnam · Juan · Unyeon →      |

## Xung quanh nhà ga
- Hướng tới Sân vận động chính Incheon Asiad
- Ngã tư Gongchon
- Trường tiểu học Incheon Seogot
- Trường trung học cơ sở Seogot
- Trường trung học thiết kế Seoul
- Bệnh viện Yonsei Incheon
- Công viên trẻ em Ganchon

## Hình ảnh

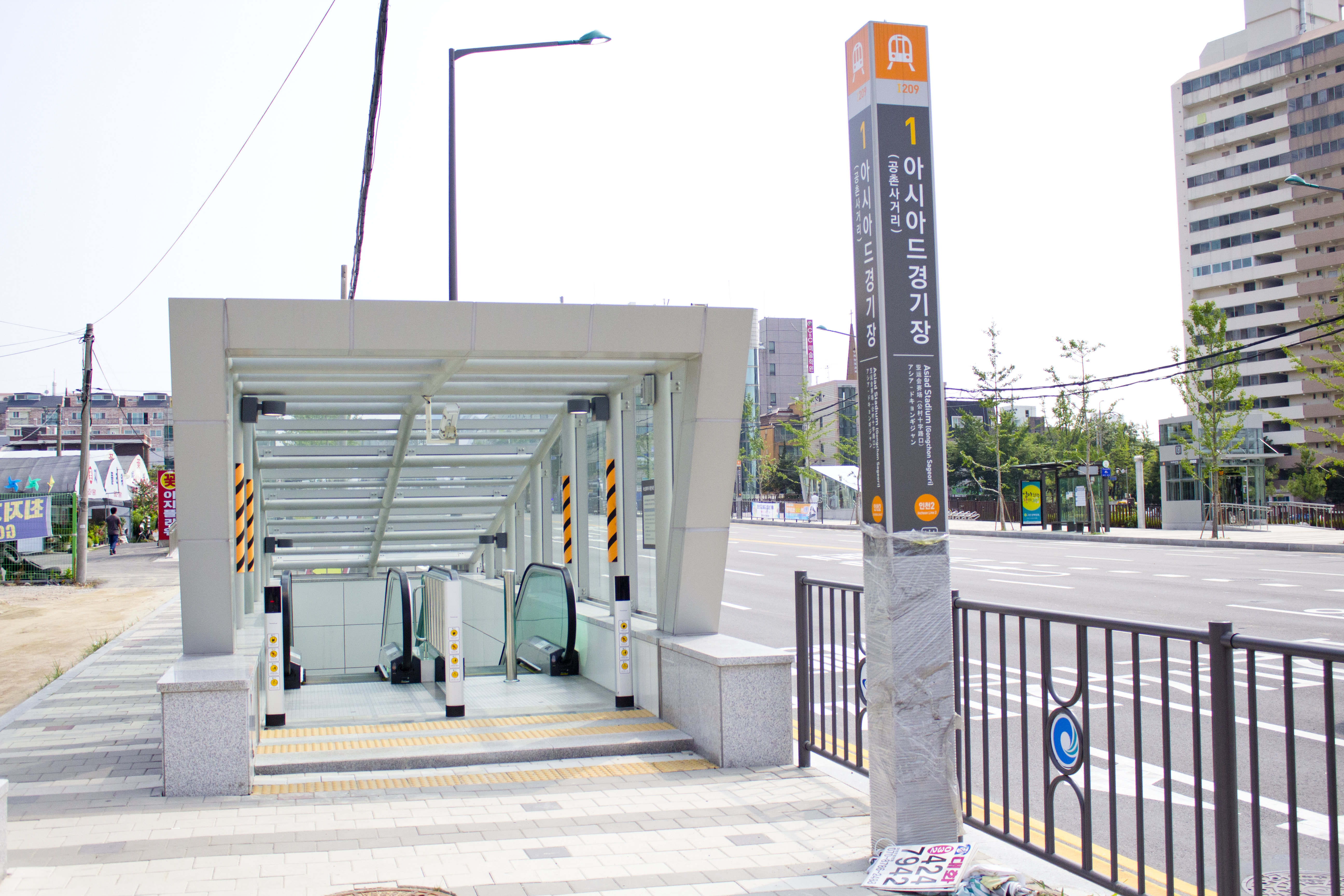
Lối ra 1
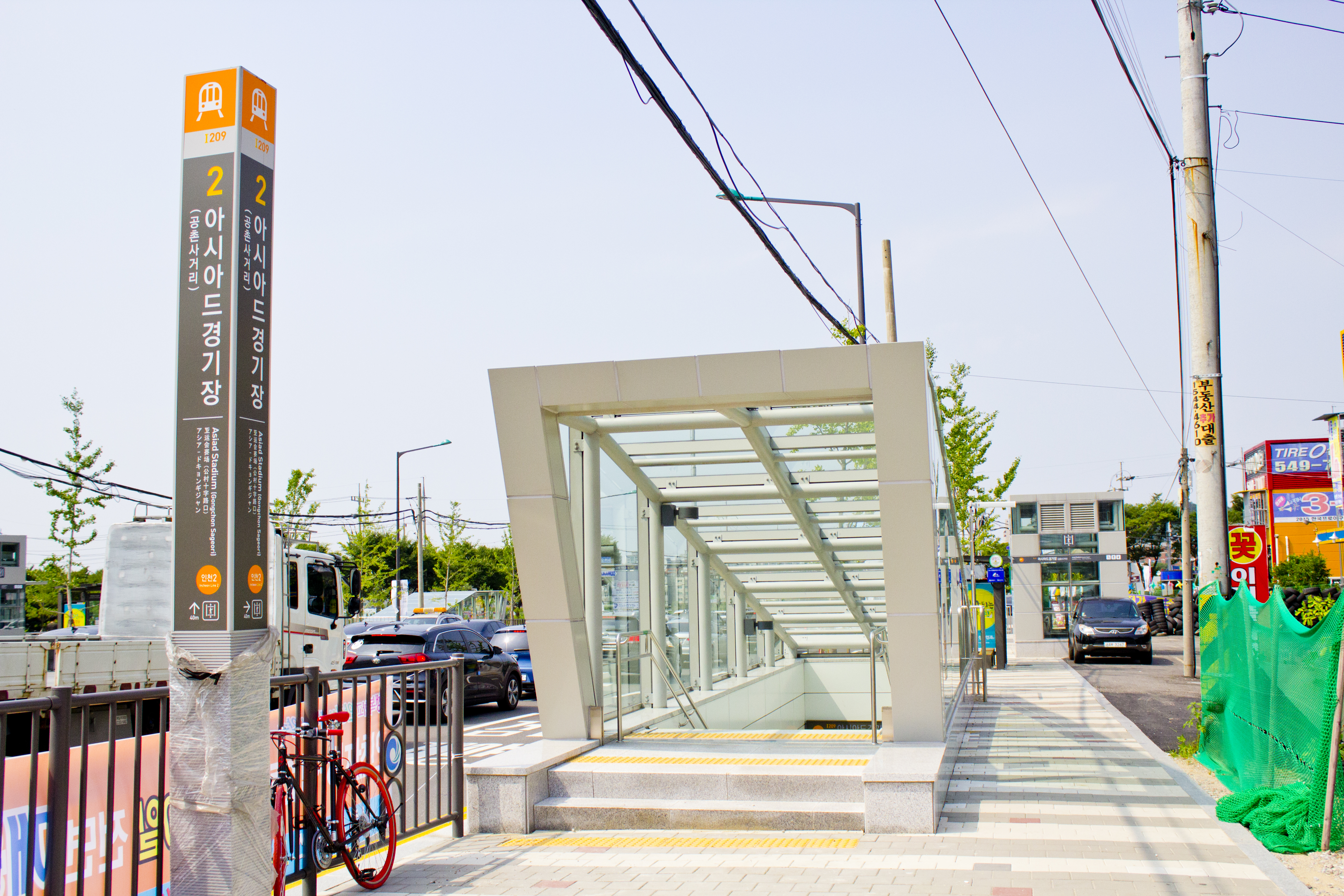
Lối ra 2
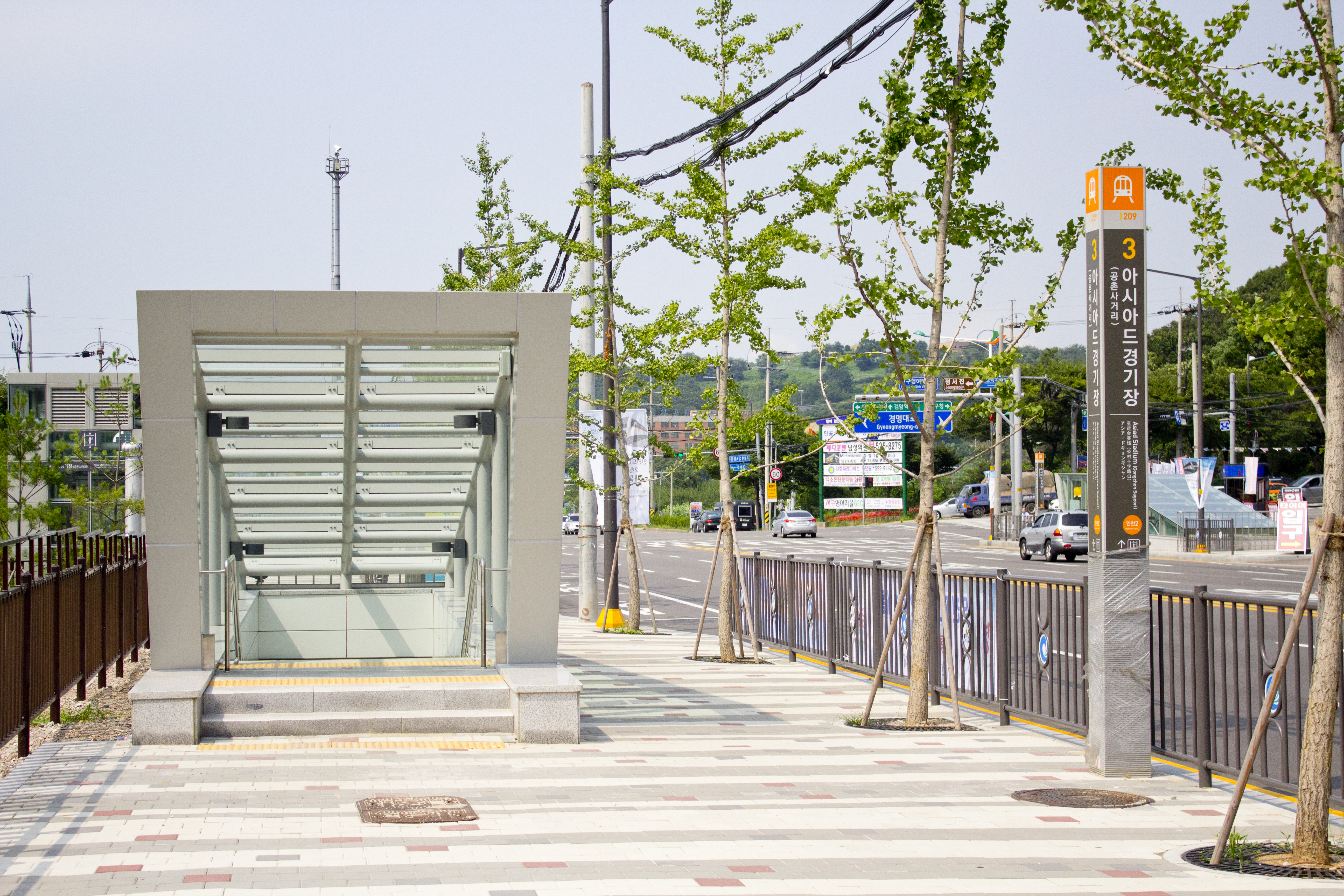
Lối ra 3
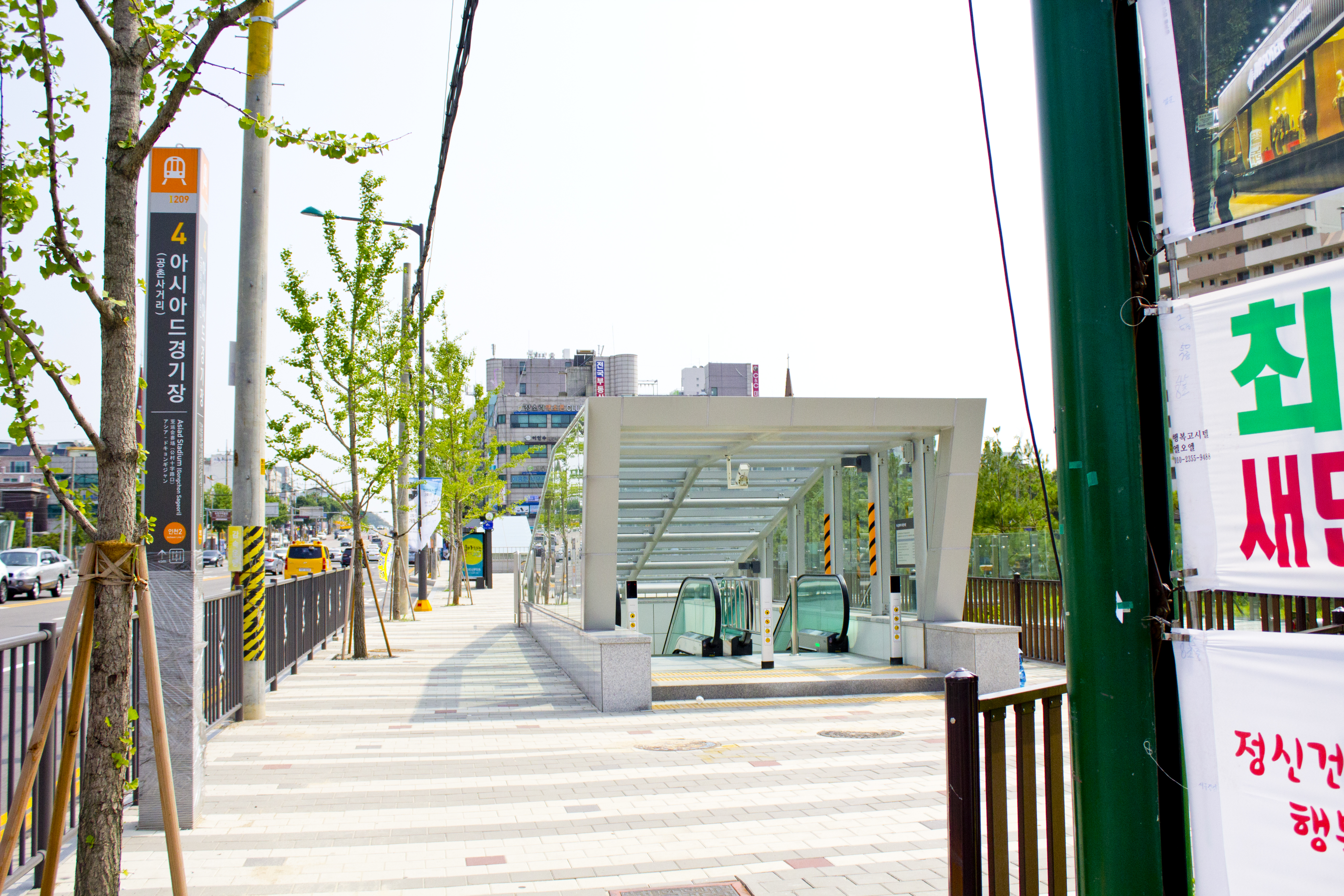
Lối ra 4